# Эллас Верона
«Эллас Верона» (итал. Hellas Verona) — итальянский профессиональный футбольный клуб из города Верона. Основные цвета футбольной формы клуба — жёлтый и синий.

## История
Клуб был основан студентами местного лицея. Имя «Эллада» (итальянцы произносят Эллас) для команды выбрал учитель греческого языка. В 1911 году «Эллас» приняла участие в чемпионате области. В 1919 году клуб сменил название на «Эллас Верона». В Серии B чемпионата Италии клуб дебютировал в 1929 году, объединившись с другими любительскими командами провинции Верона — «Bentegodi» и «Scaligera». По итогам сезона 1956/57 команда получила право на выход в серию А, продержавшись там лишь один год.
В 1968 году «Эллас Верона» вернулась в высший дивизион итальянского первенства. В серию А команда вышла под руководством шведского специалиста Нильса Лидхольма. Сезон 1982/83 клуб завершил на рекордном для себя четвёртом месте, а уже через два года команда отпраздновала чемпионство.
В 1990 году «Эллас Верона» покинула элитный дивизион. Тогда же у команды начались серьёзные финансовые трудности, мешавшие показывать стабильные результаты. Последующие годы клуб балансировал между сериями A, B и C1, регулярно распродавая своих лидеров.

### Скудетто 1985
Пополнение в лице Ханса-Петера Бригеля в полузащиту и датского нападающего Пребена Элькьяера для атаки, которая уже имела острый краёк полузащиты Пьетро Фанну, способности Антонио Ди Дженнаро и голеадорское чутьё Джузеппе Гальдеризи сыграло решающую роль.
Особо памятные вехи на пути к скудетто: победа над «Ювентусом» (2:0), благодаря голу, забитому Элькьяером, потерявшим бутсу, победа над «Удинезе» (5:3), опровергшая любые предположения о том, что команда должна была потерять силы на полпути, и ничья 1:1 в Бергамо против «Аталанты», благодаря которой «Верона» впервые в своей истории добилась чемпионства.
«Эллас Верона» закончила год с 15 победами, при 13 ничьих и двух поражений с 43 очками в активе, на 4 очка впереди «Торино» и «Интернационале».

### Принципиальные соперники
- До 2021 года принципиальным соперником клуба являлся «Кьево», другой клуб из Вероны. Дерби этих клубов было известно как «Веронское дерби» (derby della Scala), причём Верона стала пятым (после Рима, Милана, Турина и Генуи) городом Италии, имевшим два клуба в Серии A. После ликвидации «Кьево» из-за процедуры банкротства, соперничество между двумя клубами прекратилось.
- Другим принципиальным соперником является клуб «Ювентус».

Друзьями считаются фанаты клубов: «Лацио», «Сампдория», «Триестина», «Фиорентина», а также «Пари Сен-Жермен», «Реал Мадрид», «Челси».

### Оригинальные названия клуба
- 1903—1915 — Hellas
- 1919—1928 — Hellas Verona
- 1928—1959 — Associazione Calcio Verona
- 1959—1991 — Associazione Calcio Hellas Verona
- 1991—1995 — Verona Football Club
- 1995—н. в. — Hellas Verona Football Club

## Достижения
- Чемпионат Италии (Серия A)
  - Чемпион: 1984/85
- Серия B:

Один из прежних логотипов клуба

  - Победитель (3): 1956/57, 1981/82, 1998/99
- Кубок Италии
  - Финалист (3): 1975/76, 1982/83, 1983/84

## Рекордсмены клуба
Наибольшее количество матчей
- Луиджи Бернарди — 337.
- Эмельяно Маскетти — 330.
- Роберто Тричелла — 324.

## Форма

### Домашняя
| 2013/14 | 2014/15 | 2015/16 | 2016/17 | 2017/18 | 2018/19 | 2019/20 | 2020/21 | 2021/22 | 2022/23 | 2023/24 |
| 2024/25 |         |         |         |         |         |         |         |         |         |         |

### Гостевая
| 2013/14 | 2014/15 | 2015/16 | 2016/17 | 2018/19 | 2019/20 | 2020/21 | 2021/22 | 2022/23 | 2023/24 | 2024/25 |

### Резервная
| 2013/14 | 2015/16 | 2016/17 | 2017/18 | 2018/19 | 2019/20 | 2020/21 | 2021/22 | 2022/23 | 2023/24 | 2024/25 |

Источники:,